# Udodesmus telluster
Udodesmus telluster är en mångfotingart som beskrevs av Cook 1896. Udodesmus telluster ingår i släktet Udodesmus och familjen fingerdubbelfotingar. Inga underarter finns listade i Catalogue of Life.